# 小行星4730
小行星4730，又称为周兴明星，是由紫金山天文台在1980年12月7日发现的主带小行星。
小行星4730于2004年9月28日正式命名为周兴明星，以纪念中国著名的彗星猎人、在2004年8月5日遭遇车祸不幸去世的周兴明。